# یژی دوشینسکی
یژی دوشینسکی (لهستانی: Jerzy Duszyński؛ ‏ [ˈjɛʐɨ duˈʂɨɲskʲi]؛ ‏ ۱۵ مهٔ ۱۹۱۷ – ۲۳ ژوئیهٔ ۱۹۷۸) بازیگر اهل لهستان بود.
از فیلم‌هایی که وی در آن‌ها نقش داشته‌است، می‌توان به چگونه جنگ جهانی دوم را آغاز کردم، جوانی شوپن، وقتی منو بگیری باهام چکار می‌کنی؟، مرگ یک رئیس‌جمهور، ترانه‌های ممنوعه و دکتر مورک اشاره نمود.
وی بابت مشارکت‌های فرهنگی-هنری‌اش برندهٔ نشان افتخار تولد لهستان و صلیب شایستگی شد.